# Férfi jégkorongtorna a 2022. évi téli olimpiai játékokon
A 2022. évi téli olimpiai játékokon a férfi jégkorongtornát Peking két csarnokában rendezték február 9. és 20. között. A tornán 12 csapat vett részt. Az aranyérmet a finn csapat nyerte, történetük során először nyertek a téli olimpián.

## Résztvevők
| Részvételi jog              | Dátum                               | Helyszín       | Kvóta | Csapatok |
| --------------------------- | ----------------------------------- | -------------- | ----- | --- |
| Rendező                     | 2018. május 17.                     | Koppenhága     | 1     | Kína (CHN) |
| 2019-es IIHF-világranglista | 2016. március 31. – 2019. május 26. | Pozsony, Kassa | 8     | Kanada (CAN) · Oroszország (RUS) · Finnország (FIN) · Svédország (SWE) · Csehország (CZE) · Egyesült Államok (USA) · Németország (GER) · Svájc (SUI) |
| Kvalifikációs tornák        | 2021. augusztus 26–29.              | Pozsony        | 1     | Szlovákia (SVK) |
| Kvalifikációs tornák        | 2021. augusztus 26–29.              | Riga           | 1     | Lettország (LAT) |
| Kvalifikációs tornák        | 2021. augusztus 26–29.              | Oslo           | 1     | Dánia (DEN) |
| Összesen                    |                                     |                | 12    | |

Megjegyzések
1. ↑  A 2019-es IIHF-világranglista a következő eseményeket tartalmazta: 2016-os világbajnokság, 2017-es világbajnokság, 2018. évi téli olimpiai játékok, 2018-as világbajnokság és a 2019-es világbajnokság.
2. ↑  Pozsony és Kassa volt a 2019-es IIHF jégkorong-világbajnokság helyszíne; a kvalifikációs helyek tekintetében a rangsor a torna végén került véglegesítésre.

Az NHL-es játékosok szereplése
2020 júliusában az NHL és a játékosok a közöttük fennálló kollektív szerződést 2026-ig meghosszabbították. Ebben garantálták a játékosoknak a részvételt 2022-es és a 2026-os olimpián. 2021 szeptember elején az NHL, az IIHF és a NOB megállapodott az NHL-csapatok játékosainak olimpiai szerepléséről. Ennek köszönhetően február 3. és 22. között az NHL szünetelt volna, így a játékosoknak lehetőségük lett volna hazájuk válogatottjában szerepelni. A koronavírus-járvány miatt egyre több mérkőzést kellett elhalasztani az NHL-ben. A karácsonyi szünetig 50 mérkőzés maradt el. December 22-én az IIHF bejelentette, hogy az NHL és a játékosszakszervezet (NHLPA) tájékoztatása alapján az NHL-játékosok nem szerepelnek az ötkarikás játékokon, mivel a sűrű versenynaptár miatt az elmaradt mérkőzések pótlására nehéz időpontot találni, ezért azokat a februárra tervezett olimpiai szünet időszakában játsszák le.

## Lebonyolítás
A tizenkét csapatot három darab négyes csoportba osztották be. A csoportkörben körmérkőzéseket játszottak a csapatok. A csoportok első helyezettjei és a legjobb második a negyeddöntőbe jutott, a többi csapat rájátszást játszott a negyeddöntőbe jutásért. A negyeddöntőtől egyenes kieséses rendszerben folytatódott a torna.

## Csoportkör
Az időpontok helyi idő szerint (UTC+8), zárójelben magyar idő szerint (UTC+1) értendők.

### Sorrend meghatározása
A csoportokban a következő pontok alapján állapították meg a sorrendet:
1. Magasabb pontszám (három pont egy rendes játékidőn belüli győzelem, kettő pont egy hosszabbítást vagy büntetőket követő győzelem, egy pont egy hosszabbítást vagy büntetőket követő vereség, nulla pont egy rendes játékidőn belüli vereség);
2. Azonos pontszám esetén az egymás elleni eredmények döntenek;
3. Ha 3 vagy 4 csapat áll azonos pontszámmal, akkor a következő kritériumok döntenek (ha a kritériumok alkalmazása után már csak két csapat marad, akkor köztük az egymás elleni eredmény dönt):
  1. Egymás elleni mérkőzéseken szerzett több pont;
  2. Egymás elleni mérkőzéseken elért jobb gólkülönbség;
  3. Egymás elleni mérkőzéseken elért több szerzett gól;
  4. Ha három csapat marad, akkor az egymás elleni eredményeik döntenek;
  5. 2021-es helyezés az IIHF-világranglistán.

### A csoport
| Hely. | Csapat                 | M | Gy | HGy | HV | V | G+ | G– | Gk  | P | Továbbjutás                       |
| ----- | ---------------------- | - | -- | --- | -- | - | -- | -- | --- | - | --------------------------------- |
| 1.    | Egyesült Államok (USA) | 3 | 3  | 0   | 0  | 0 | 15 | 4  | +11 | 9 | Továbbjutott a negyeddöntőbe      |
| 2.    | Kanada (CAN)           | 3 | 2  | 0   | 0  | 1 | 12 | 5  | +7  | 6 | A negyeddöntőbe jutásért játszott |
| 3.    | Németország (GER)      | 3 | 1  | 0   | 0  | 2 | 6  | 10 | −4  | 3 | A negyeddöntőbe jutásért játszott |
| 4.    | Kína (CHN) (R)         | 3 | 0  | 0   | 0  | 3 | 2  | 16 | −14 | 0 | A negyeddöntőbe jutásért játszott |

| 2022. február 10. 21:10 (14:10) | Egyesült Államok (USA) | 8–0 (1–0, 3–0, 4–0) | Kína (CHN) | Beijing National Indoor Stadium, Peking Nézőszám: 947 |

| Jegyzőkönyv | Jegyzőkönyv   | Jegyzőkönyv | Jegyzőkönyv      | Jegyzőkönyv                                                                                |
| --- | ------------- | ----------- | ---------------- | ------------------------------------------------------------------------------------------ |
| | Drew Commesso | Kapusok     | Shimisi Jieruimi | Játékvezetők: Mikko Kaukokari Michael Tscherrig Vonalbírók: Lauri Nikulainen Dmitrij Sislo |
| \| Brisson (Knies) (PP) – 10:38 \| 1–0 \| \| \| Cates (Farrell, Meyers) – 25:32 \| 2–0 \| \| \| O'Neill (Miele, Faber) (PP) – 31:13 \| 3–0 \| \| \| Farrell (Abruzzese) – 38:07 \| 4–0 \| \| \| Farrell (Kampfer, Meyers) – 41:06 \| 5–0 \| \| \| Meyers (Farrell) – 50:19 \| 6–0 \| \| \| Beniers (Abruzzese, Cooper) – 52:00 \| 7–0 \| \| \| Farrell (Abdelkader, Helleson) (PP) – 58:27 \| 8–0 \| \| |               |             |                  | Játékvezetők: Mikko Kaukokari Michael Tscherrig Vonalbírók: Lauri Nikulainen Dmitrij Sislo |
| 10 perc | Büntetések    | 10 perc     |                  | Játékvezetők: Mikko Kaukokari Michael Tscherrig Vonalbírók: Lauri Nikulainen Dmitrij Sislo |
| 55 | Lövések       | 29          |                  | Játékvezetők: Mikko Kaukokari Michael Tscherrig Vonalbírók: Lauri Nikulainen Dmitrij Sislo |
| Brisson (Knies) (PP) – 10:38 | 1–0           |             |                  | Játékvezetők: Mikko Kaukokari Michael Tscherrig Vonalbírók: Lauri Nikulainen Dmitrij Sislo |
| Cates (Farrell, Meyers) – 25:32 | 2–0           |             |                  | Játékvezetők: Mikko Kaukokari Michael Tscherrig Vonalbírók: Lauri Nikulainen Dmitrij Sislo |
| O'Neill (Miele, Faber) (PP) – 31:13 | 3–0           |             |                  | Játékvezetők: Mikko Kaukokari Michael Tscherrig Vonalbírók: Lauri Nikulainen Dmitrij Sislo |
| Farrell (Abruzzese) – 38:07 | 4–0           |             |                  |                                                                                            |
| Farrell (Kampfer, Meyers) – 41:06 | 5–0           |             |                  |                                                                                            |
| Meyers (Farrell) – 50:19 | 6–0           |             |                  |                                                                                            |
| Beniers (Abruzzese, Cooper) – 52:00 | 7–0           |             |                  |                                                                                            |
| Farrell (Abdelkader, Helleson) (PP) – 58:27 | 8–0           |             |                  |                                                                                            |

| 2022. február 10. 21:10 (14:10) | Kanada (CAN) | 5–1 (3–0, 1–1, 1–0) | Németország (GER) | Wukesong Arena, Peking Nézőszám: 685 |

| Jegyzőkönyv | Jegyzőkönyv     | Jegyzőkönyv              | Jegyzőkönyv          | Jegyzőkönyv                                                                       |
| --- | --------------- | ------------------------ | -------------------- | --------------------------------------------------------------------------------- |
| | Edward Pasquale | Kapusok                  | Mathias Niederberger | Játékvezetők: Tobias Björk Andrew Bruggeman Vonalbírók: Daniel Hynek Gleb Lazarev |
| \| Grant (Johnson, Street) – 04:43 \| 1–0 \| \| \| Street (O'Dell, Johnson) – 09:47 \| 2–0 \| \| \| Winnik (Cracknell, Desharnais) – 10:19 \| 3–0 \| \| \| \| 3–1 \| 30:45 – Rieder (Pföderl) \| \| Noreau (O'Dell, Staal) (PP) – 32:58 \| 4–1 \| \| \| Weal (Tambellini, Knight) – 51:22 \| 5–1 \| \| |                 |                          |                      | Játékvezetők: Tobias Björk Andrew Bruggeman Vonalbírók: Daniel Hynek Gleb Lazarev |
| 8 perc | Büntetések      | 4 perc                   |                      | Játékvezetők: Tobias Björk Andrew Bruggeman Vonalbírók: Daniel Hynek Gleb Lazarev |
| 27 | Lövések         | 24                       |                      | Játékvezetők: Tobias Björk Andrew Bruggeman Vonalbírók: Daniel Hynek Gleb Lazarev |
| Grant (Johnson, Street) – 04:43 | 1–0             |                          |                      | Játékvezetők: Tobias Björk Andrew Bruggeman Vonalbírók: Daniel Hynek Gleb Lazarev |
| Street (O'Dell, Johnson) – 09:47 | 2–0             |                          |                      | Játékvezetők: Tobias Björk Andrew Bruggeman Vonalbírók: Daniel Hynek Gleb Lazarev |
| Winnik (Cracknell, Desharnais) – 10:19 | 3–0             |                          |                      | Játékvezetők: Tobias Björk Andrew Bruggeman Vonalbírók: Daniel Hynek Gleb Lazarev |
| | 3–1             | 30:45 – Rieder (Pföderl) |                      |                                                                                   |
| Noreau (O'Dell, Staal) (PP) – 32:58 | 4–1             |                          |                      |                                                                                   |
| Weal (Tambellini, Knight) – 51:22 | 5–1             |                          |                      |                                                                                   |

| 2022. február 12. 12:10 (5:10) | Kanada (CAN) | 2–4 (1–2, 1–1, 0–1) | Egyesült Államok (USA) | Beijing National Indoor Stadium, Peking Nézőszám: 948 |

| Jegyzőkönyv | Jegyzőkönyv     | Jegyzőkönyv                         | Jegyzőkönyv  | Jegyzőkönyv                                                                      |
| --- | --------------- | ----------------------------------- | ------------ | -------------------------------------------------------------------------------- |
| | Edward Pasquale | Kapusok                             | Strauss Mann | Játékvezetők: Andris Ansons Tobias Björk Vonalbírók: Daniel Hynek Dustin McCrank |
| \| Robinson (Ho-Sang, Staal) – 01:24 \| 1–0 \| \| \| \| 1–1 \| 02:34 – Miele (O’Neill, Kampfer) \| \| \| 1–2 \| 18:44 – Meyers (Farrell, Sanderson) \| \| \| 1–3 \| 22:37 – Brisson (Shore) \| \| Knight (Winnik) (SH) – 34:13 \| 2–3 \| \| \| \| 2–4 \| 46:13 – Agostino (Miele) \| |                 |                                     |              | Játékvezetők: Andris Ansons Tobias Björk Vonalbírók: Daniel Hynek Dustin McCrank |
| 4 perc | Büntetések      | 6 perc                              |              | Játékvezetők: Andris Ansons Tobias Björk Vonalbírók: Daniel Hynek Dustin McCrank |
| 37 | Lövések         | 27                                  |              | Játékvezetők: Andris Ansons Tobias Björk Vonalbírók: Daniel Hynek Dustin McCrank |
| Robinson (Ho-Sang, Staal) – 01:24 | 1–0             |                                     |              | Játékvezetők: Andris Ansons Tobias Björk Vonalbírók: Daniel Hynek Dustin McCrank |
| | 1–1             | 02:34 – Miele (O’Neill, Kampfer)    |              | Játékvezetők: Andris Ansons Tobias Björk Vonalbírók: Daniel Hynek Dustin McCrank |
| | 1–2             | 18:44 – Meyers (Farrell, Sanderson) |              | Játékvezetők: Andris Ansons Tobias Björk Vonalbírók: Daniel Hynek Dustin McCrank |
| | 1–3             | 22:37 – Brisson (Shore)             |              |                                                                                  |
| Knight (Winnik) (SH) – 34:13 | 2–3             |                                     |              |                                                                                  |
| | 2–4             | 46:13 – Agostino (Miele)            |              |                                                                                  |

| 2022. február 12. 16:40 (9:40) | Németország (GER) | 3–2 (2–0, 1–1, 0–1) | Kína (CHN) | Beijing National Indoor Stadium, Peking Nézőszám: 804 |

| Jegyzőkönyv | Jegyzőkönyv          | Jegyzőkönyv                  | Jegyzőkönyv  | Jegyzőkönyv                                                                            |
| --- | -------------------- | ---------------------------- | ------------ | -------------------------------------------------------------------------------------- |
| | Danny aus den Birken | Kapusok                      | Ouban Yongli | Játékvezetők: Stephen Reneau Makszim Szidorenko Vonalbírók: Brian Oliver Jiří Ondráček |
| \| Brandt – 13:33 \| 1–0 \| \| \| Holzer (Kahun) – 16:24 \| 2–0 \| \| \| Kahun (Müller, Rieder) – 24:41 \| 3–0 \| \| \| \| 3–1 \| 39:14 – Fu S. (Jieke, Ruian) \| |                      |                              |              | Játékvezetők: Stephen Reneau Makszim Szidorenko Vonalbírók: Brian Oliver Jiří Ondráček |
| 12 perc | Büntetések           | 6 perc                       |              | Játékvezetők: Stephen Reneau Makszim Szidorenko Vonalbírók: Brian Oliver Jiří Ondráček |
| 38 | Lövések              | 16                           |              | Játékvezetők: Stephen Reneau Makszim Szidorenko Vonalbírók: Brian Oliver Jiří Ondráček |
| Brandt – 13:33 | 1–0                  |                              |              | Játékvezetők: Stephen Reneau Makszim Szidorenko Vonalbírók: Brian Oliver Jiří Ondráček |
| Holzer (Kahun) – 16:24 | 2–0                  |                              |              | Játékvezetők: Stephen Reneau Makszim Szidorenko Vonalbírók: Brian Oliver Jiří Ondráček |
| Kahun (Müller, Rieder) – 24:41 | 3–0                  |                              |              | Játékvezetők: Stephen Reneau Makszim Szidorenko Vonalbírók: Brian Oliver Jiří Ondráček |
| | 3–1                  | 39:14 – Fu S. (Jieke, Ruian) |              |                                                                                        |

| 2022. február 13. 21:10 (14:10) | Kína (CHN) | 0–5 (0–3, 0–1, 0–1) | Kanada (CAN) | Beijing National Indoor Stadium, Peking Nézőszám: 904 |

| Jegyzőkönyv | Jegyzőkönyv  | Jegyzőkönyv                             | Jegyzőkönyv  | Jegyzőkönyv                                                                        |
| --- | ------------ | --------------------------------------- | ------------ | ---------------------------------------------------------------------------------- |
| | Ouban Yongli | Kapusok                                 | Matt Tomkins | Játékvezetők: Andris Ansons Andrew Bruggeman Vonalbírók: Daniel Hynek Gleb Lazarev |
| \| \| 0–1 \| 02:09 – Street (Johnson, O'Dell) \| \| \| 0–2 \| 06:44 – Tambellini (Grant, Wotherspoon) \| \| \| 0–3 \| 10:06 – O'Dell (Ho-Sang, Wotherspoon) \| \| \| 0–4 \| 38:03 – Johnson (Demers, Weal) \| \| \| 0–5 \| 46:23 – Knight (Power, Ho-Sang) (PP) \| |              |                                         |              | Játékvezetők: Andris Ansons Andrew Bruggeman Vonalbírók: Daniel Hynek Gleb Lazarev |
| 10 perc | Büntetések   | 10 perc                                 |              | Játékvezetők: Andris Ansons Andrew Bruggeman Vonalbírók: Daniel Hynek Gleb Lazarev |
| 26 | Lövések      | 44                                      |              | Játékvezetők: Andris Ansons Andrew Bruggeman Vonalbírók: Daniel Hynek Gleb Lazarev |
| | 0–1          | 02:09 – Street (Johnson, O'Dell)        |              | Játékvezetők: Andris Ansons Andrew Bruggeman Vonalbírók: Daniel Hynek Gleb Lazarev |
| | 0–2          | 06:44 – Tambellini (Grant, Wotherspoon) |              | Játékvezetők: Andris Ansons Andrew Bruggeman Vonalbírók: Daniel Hynek Gleb Lazarev |
| | 0–3          | 10:06 – O'Dell (Ho-Sang, Wotherspoon)   |              | Játékvezetők: Andris Ansons Andrew Bruggeman Vonalbírók: Daniel Hynek Gleb Lazarev |
| | 0–4          | 38:03 – Johnson (Demers, Weal)          |              |                                                                                    |
| | 0–5          | 46:23 – Knight (Power, Ho-Sang) (PP)    |              |                                                                                    |

| 2022. február 13. 21:10 (14:10) | Egyesült Államok (USA) | 3–2 (1–1, 1–0, 1–1) | Németország (GER) | Wukesong Arena, Peking Nézőszám: 708 |

| Jegyzőkönyv | Jegyzőkönyv   | Jegyzőkönyv                          | Jegyzőkönyv          | Jegyzőkönyv                                                                                |
| --- | ------------- | ------------------------------------ | -------------------- | ------------------------------------------------------------------------------------------ |
| | Drew Commesso | Kapusok                              | Danny aus den Birken | Játékvezetők: Jevgenyij Romaszko Maxim Sidorenko Vonalbírók: David Obwegeser Jiří Ondráček |
| \| \| 0–1 \| 02:00 – Hager (Plachta, Kahun) (PP) \| \| Kampfer (Miele, O'Neill) (PP) – 04:26 \| 1–1 \| \| \| Knies (Abruzzese, Ness) – 24:50 \| 2–1 \| \| \| Smith – 42:47 \| 3–1 \| \| \| \| 3–2 \| 57:31 – Kühnhackl (Bergmann, Müller) \| |               |                                      |                      | Játékvezetők: Jevgenyij Romaszko Maxim Sidorenko Vonalbírók: David Obwegeser Jiří Ondráček |
| 12 perc | Büntetések    | 10 perc                              |                      | Játékvezetők: Jevgenyij Romaszko Maxim Sidorenko Vonalbírók: David Obwegeser Jiří Ondráček |
| 32 | Lövések       | 26                                   |                      | Játékvezetők: Jevgenyij Romaszko Maxim Sidorenko Vonalbírók: David Obwegeser Jiří Ondráček |
| | 0–1           | 02:00 – Hager (Plachta, Kahun) (PP)  |                      | Játékvezetők: Jevgenyij Romaszko Maxim Sidorenko Vonalbírók: David Obwegeser Jiří Ondráček |
| Kampfer (Miele, O'Neill) (PP) – 04:26 | 1–1           |                                      |                      | Játékvezetők: Jevgenyij Romaszko Maxim Sidorenko Vonalbírók: David Obwegeser Jiří Ondráček |
| Knies (Abruzzese, Ness) – 24:50 | 2–1           |                                      |                      | Játékvezetők: Jevgenyij Romaszko Maxim Sidorenko Vonalbírók: David Obwegeser Jiří Ondráček |
| Smith – 42:47 | 3–1           |                                      |                      |                                                                                            |
| | 3–2           | 57:31 – Kühnhackl (Bergmann, Müller) |                      |                                                                                            |

### B csoport
| Hely. | Csapat                                       | M | Gy | HGy | HV | V | G+ | G– | Gk | P | Továbbjutás                       |
| ----- | -------------------------------------------- | - | -- | --- | -- | - | -- | -- | -- | - | --------------------------------- |
| 1.    | Az Orosz Olimpiai Bizottság versenyzői (ROC) | 3 | 2  | 0   | 1  | 0 | 8  | 6  | +2 | 7 | Továbbjutott a negyeddöntőbe      |
| 2.    | Dánia (DEN)                                  | 3 | 2  | 0   | 0  | 1 | 7  | 6  | +1 | 6 | A negyeddöntőbe jutásért játszott |
| 3.    | Csehország (CZE)                             | 3 | 0  | 2   | 0  | 1 | 9  | 8  | +1 | 4 | A negyeddöntőbe jutásért játszott |
| 4.    | Svájc (SUI)                                  | 3 | 0  | 0   | 1  | 2 | 4  | 8  | −4 | 1 | A negyeddöntőbe jutásért játszott |

| 2022. február 9. 16:40 (9:40) | Az Orosz Olimpiai Bizottság versenyzői (ROC) | 1–0 (1–0, 0–0, 0–0) | Svájc (SUI) | Beijing National Indoor Stadium, Peking Nézőszám: 934 |

| Jegyzőkönyv                                                | Jegyzőkönyv  | Jegyzőkönyv | Jegyzőkönyv | Jegyzőkönyv                                                                            |
| ---------------------------------------------------------- | ------------ | ----------- | ----------- | -------------------------------------------------------------------------------------- |
|                                                            | Ivan Fedotov | Kapusok     | Reto Berra  | Játékvezetők: André Schrader Makszim Szidorenko Vonalbírók: Brian Oliver Jiří Ondráček |
| \| Anton Szlepisev (Kirill Szemjonov) – 19:57 \| 1–0 \| \| |              |             |             | Játékvezetők: André Schrader Makszim Szidorenko Vonalbírók: Brian Oliver Jiří Ondráček |
| 14 perc                                                    | Büntetések   | 10 perc     |             | Játékvezetők: André Schrader Makszim Szidorenko Vonalbírók: Brian Oliver Jiří Ondráček |
| 30                                                         | Lövések      | 33          |             | Játékvezetők: André Schrader Makszim Szidorenko Vonalbírók: Brian Oliver Jiří Ondráček |
| Anton Szlepisev (Kirill Szemjonov) – 19:57                 | 1–0          |             |             | Játékvezetők: André Schrader Makszim Szidorenko Vonalbírók: Brian Oliver Jiří Ondráček |

| 2022. február 9. 21:10 (14:10) | Csehország (CZE) | 1–2 (0–2, 1–0, 0–0) | Dánia (DEN) | Beijing National Indoor Stadium, Peking Nézőszám: 891 |

| Jegyzőkönyv | Jegyzőkönyv  | Jegyzőkönyv          | Jegyzőkönyv    | Jegyzőkönyv                                                                               |
| --- | ------------ | -------------------- | -------------- | ----------------------------------------------------------------------------------------- |
| | Šimon Hrubec | Kapusok              | Sebastian Dahm | Játékvezetők: Oliver Gouin Michael Tscherrig Vonalbírók: Ludvig Lundgren Lauri Nikulainen |
| \| \| 0–1 \| 11:21 – Lauridsen \| \| \| 0–2 \| 17:23 – Nielsen (PS) \| \| Červenka (Kovář) – 23:45 \| 1–2 \| \| |              |                      |                | Játékvezetők: Oliver Gouin Michael Tscherrig Vonalbírók: Ludvig Lundgren Lauri Nikulainen |
| 2 perc | Büntetések   | 6 perc               |                | Játékvezetők: Oliver Gouin Michael Tscherrig Vonalbírók: Ludvig Lundgren Lauri Nikulainen |
| 40 | Lövések      | 17                   |                | Játékvezetők: Oliver Gouin Michael Tscherrig Vonalbírók: Ludvig Lundgren Lauri Nikulainen |
| | 0–1          | 11:21 – Lauridsen    |                | Játékvezetők: Oliver Gouin Michael Tscherrig Vonalbírók: Ludvig Lundgren Lauri Nikulainen |
| | 0–2          | 17:23 – Nielsen (PS) |                | Játékvezetők: Oliver Gouin Michael Tscherrig Vonalbírók: Ludvig Lundgren Lauri Nikulainen |
| Červenka (Kovář) – 23:45                                                                                        | 1–2          |                      |                | Játékvezetők: Oliver Gouin Michael Tscherrig Vonalbírók: Ludvig Lundgren Lauri Nikulainen |

| 2022. február 11. 12:10 (5:10) | Dánia (DEN) | 0–2 (0–0, 0–1, 0–1) | Az Orosz Olimpiai Bizottság versenyzői (ROC) | Beijing National Indoor Stadium, Peking Nézőszám: 907 |

| Jegyzőkönyv                                                                                     | Jegyzőkönyv     | Jegyzőkönyv                             | Jegyzőkönyv  | Jegyzőkönyv                                                                               |
| ----------------------------------------------------------------------------------------------- | --------------- | --------------------------------------- | ------------ | ----------------------------------------------------------------------------------------- |
|                                                                                                 | Frederik Dichow | Kapusok                                 | Ivan Fedotov | Játékvezetők: Michael Campbell Martin Fraňo Vonalbírók: William Hancock Andreas Malmqvist |
| \| \| 0–1 \| 28:18 – Karnauhov (Szlepisev, Voronkov) \| \| \| 0–2 \| 59:54 – Szemjonov (ENG) \| |                 |                                         |              | Játékvezetők: Michael Campbell Martin Fraňo Vonalbírók: William Hancock Andreas Malmqvist |
| 10 perc                                                                                         | Büntetések      | 2 perc                                  |              | Játékvezetők: Michael Campbell Martin Fraňo Vonalbírók: William Hancock Andreas Malmqvist |
| 16                                                                                              | Lövések         | 33                                      |              | Játékvezetők: Michael Campbell Martin Fraňo Vonalbírók: William Hancock Andreas Malmqvist |
|                                                                                                 | 0–1             | 28:18 – Karnauhov (Szlepisev, Voronkov) |              | Játékvezetők: Michael Campbell Martin Fraňo Vonalbírók: William Hancock Andreas Malmqvist |
|                                                                                                 | 0–2             | 59:54 – Szemjonov (ENG)                 |              | Játékvezetők: Michael Campbell Martin Fraňo Vonalbírók: William Hancock Andreas Malmqvist |

| 2022. február 11. 16:40 (9:40) | Csehország (CZE) | 2–1 (sz.) (1–1, 0–0, 0–0) (h.u.: 0–0) (sz.: 1–0) | Svájc (SUI) | Beijing National Indoor Stadium, Peking Nézőszám: 834 |

| Jegyzőkönyv                                                                                     | Jegyzőkönyv  | Jegyzőkönyv                            | Jegyzőkönyv     | Jegyzőkönyv                                                                          |
| ----------------------------------------------------------------------------------------------- | ------------ | -------------------------------------- | --------------- | ------------------------------------------------------------------------------------ |
|                                                                                                 | Šimon Hrubec | Kapusok                                | Leonardo Genoni | Játékvezetők: Andris Ansons Andrew Bruggeman Vonalbírók: Gleb Lazarev Dustin McCrank |
| \| Smejkal (Klok, Zohorna) – 04:33 \| 1–0 \| \| \| \| 1–1 \| 08:34 – Haas (Andrighetto) (PP) \| |              |                                        |                 | Játékvezetők: Andris Ansons Andrew Bruggeman Vonalbírók: Gleb Lazarev Dustin McCrank |
| Krejčí Sedlák Kovář Řepík                                                                       | Szétlövés    | Ambühl Andrighetto Corvi Bertschy Haas |                 | Játékvezetők: Andris Ansons Andrew Bruggeman Vonalbírók: Gleb Lazarev Dustin McCrank |
| 10 perc                                                                                         | Büntetések   | 4 perc                                 |                 | Játékvezetők: Andris Ansons Andrew Bruggeman Vonalbírók: Gleb Lazarev Dustin McCrank |
| 36                                                                                              | Lövések      | 25                                     |                 | Játékvezetők: Andris Ansons Andrew Bruggeman Vonalbírók: Gleb Lazarev Dustin McCrank |
| Smejkal (Klok, Zohorna) – 04:33                                                                 | 1–0          |                                        |                 | Játékvezetők: Andris Ansons Andrew Bruggeman Vonalbírók: Gleb Lazarev Dustin McCrank |
|                                                                                                 | 1–1          | 08:34 – Haas (Andrighetto) (PP)        |                 | Játékvezetők: Andris Ansons Andrew Bruggeman Vonalbírók: Gleb Lazarev Dustin McCrank |

| 2022. február 12. 21:10 (14:10) | Az Orosz Olimpiai Bizottság versenyzői (ROC) | 5–6 (h.u.) (1–1, 1–2, 3–2) (h.u.: 0–1) | Csehország (CZE) | Beijing National Indoor Stadium, Peking Nézőszám: 921 |

| Jegyzőkönyv | Jegyzőkönyv  | Jegyzőkönyv                                 | Jegyzőkönyv  | Jegyzőkönyv                                                                            |
| --- | ------------ | ------------------------------------------- | ------------ | -------------------------------------------------------------------------------------- |
| | Ivan Fedotov | Kapusok                                     | Šimon Hrubec | Játékvezetők: Mikko Kaukokari Mikael Nord Vonalbírók: Ludvig Lundgren Lauri Nikulainen |
| \| Tkacsov (Guszev, Nyesztyerov) – 04:51 \| 1–0 \| \| \| \| 1–1 \| 12:37 – Kundrátek (Červenka, Stránský) (PP) \| \| Nyesztyerov (Guszev, Plotnyikov) (PP) – 32:19 \| 2–1 \| \| \| \| 2–2 \| 38:41 – Krejčí (Červenka, Kundrátek) (PP) \| \| \| 2–3 \| 39:16 – Špaček (Šulák, Sobotka) (PP) \| \| \| 2–4 \| 43:14 – Klok (T. Zohorna, H. Zohorna) \| \| Szemjonov (Plotnyikov, Andronov) – 43:50 \| 3–4 \| \| \| Gricjuk (Guszev, Tkacsov) – 46:43 \| 4–4 \| \| \| Csibiszov (Vojnov, Sipacsov) – 48:22 \| 5–4 \| \| \| \| 5–5 \| 48:57 – Hyka (Sedlák, Krejčí) \| \| \| 5–6 \| 64:29 – Šulák (Krejčí) (PP) \| |              |                                             |              | Játékvezetők: Mikko Kaukokari Mikael Nord Vonalbírók: Ludvig Lundgren Lauri Nikulainen |
| 33 perc | Büntetések   | 10 perc                                     |              | Játékvezetők: Mikko Kaukokari Mikael Nord Vonalbírók: Ludvig Lundgren Lauri Nikulainen |
| 29 | Lövések      | 41                                          |              | Játékvezetők: Mikko Kaukokari Mikael Nord Vonalbírók: Ludvig Lundgren Lauri Nikulainen |
| Tkacsov (Guszev, Nyesztyerov) – 04:51 | 1–0          |                                             |              | Játékvezetők: Mikko Kaukokari Mikael Nord Vonalbírók: Ludvig Lundgren Lauri Nikulainen |
| | 1–1          | 12:37 – Kundrátek (Červenka, Stránský) (PP) |              | Játékvezetők: Mikko Kaukokari Mikael Nord Vonalbírók: Ludvig Lundgren Lauri Nikulainen |
| Nyesztyerov (Guszev, Plotnyikov) (PP) – 32:19 | 2–1          |                                             |              | Játékvezetők: Mikko Kaukokari Mikael Nord Vonalbírók: Ludvig Lundgren Lauri Nikulainen |
| | 2–2          | 38:41 – Krejčí (Červenka, Kundrátek) (PP)   |              |                                                                                        |
| | 2–3          | 39:16 – Špaček (Šulák, Sobotka) (PP)        |              |                                                                                        |
| | 2–4          | 43:14 – Klok (T. Zohorna, H. Zohorna)       |              |                                                                                        |
| Szemjonov (Plotnyikov, Andronov) – 43:50 | 3–4          |                                             |              |                                                                                        |
| Gricjuk (Guszev, Tkacsov) – 46:43 | 4–4          |                                             |              |                                                                                        |
| Csibiszov (Vojnov, Sipacsov) – 48:22 | 5–4          |                                             |              |                                                                                        |
| | 5–5          | 48:57 – Hyka (Sedlák, Krejčí)               |              |                                                                                        |
| | 5–6          | 64:29 – Šulák (Krejčí) (PP)                 |              |                                                                                        |

| 2022. február 12. 21:10 (14:10) | Svájc (SUI) | 3–5 (1–0, 0–3, 2–2) | Dánia (DEN) | Wukesong Arena, Peking Nézőszám: 620 |

| Jegyzőkönyv | Jegyzőkönyv | Jegyzőkönyv                              | Jegyzőkönyv    | Jegyzőkönyv                                                                              |
| --- | ----------- | ---------------------------------------- | -------------- | ---------------------------------------------------------------------------------------- |
| | Reto Berra  | Kapusok                                  | Sebastian Dahm | Játékvezetők: Roman Gofman Kristian Vikman Vonalbírók: Andreas Malmqvist Nyikita Salagin |
| \| Corvi (Weber, Thürkauf) – 15:59 \| 1–0 \| \| \| \| 1–1 \| 20:46 – Regin (Storm, Nick. Jensen) (PP) \| \| \| 1–2 \| 21:07 – Storm (Nich. Jensen, Russell) \| \| \| 1–3 \| 33:12 – Bødker (Russell, Lauridsen) \| \| \| 1–4 \| 41:55 – Meyer (Nich. Jensen, Jakobsen) \| \| Loeffel (Untersander, Corvi) (PP) – 44:53 \| 2–4 \| \| \| Herzog (Corvi, Untersander) (EA) – 57:37 \| 3–4 \| \| \| \| 3–5 \| 59:01 – Storm (Russell) (ENG) \| |             |                                          |                | Játékvezetők: Roman Gofman Kristian Vikman Vonalbírók: Andreas Malmqvist Nyikita Salagin |
| 14 perc | Büntetések  | 6 perc                                   |                | Játékvezetők: Roman Gofman Kristian Vikman Vonalbírók: Andreas Malmqvist Nyikita Salagin |
| 31 | Lövések     | 30                                       |                | Játékvezetők: Roman Gofman Kristian Vikman Vonalbírók: Andreas Malmqvist Nyikita Salagin |
| Corvi (Weber, Thürkauf) – 15:59 | 1–0         |                                          |                | Játékvezetők: Roman Gofman Kristian Vikman Vonalbírók: Andreas Malmqvist Nyikita Salagin |
| | 1–1         | 20:46 – Regin (Storm, Nick. Jensen) (PP) |                | Játékvezetők: Roman Gofman Kristian Vikman Vonalbírók: Andreas Malmqvist Nyikita Salagin |
| | 1–2         | 21:07 – Storm (Nich. Jensen, Russell)    |                | Játékvezetők: Roman Gofman Kristian Vikman Vonalbírók: Andreas Malmqvist Nyikita Salagin |
| | 1–3         | 33:12 – Bødker (Russell, Lauridsen)      |                |                                                                                          |
| | 1–4         | 41:55 – Meyer (Nich. Jensen, Jakobsen)   |                |                                                                                          |
| Loeffel (Untersander, Corvi) (PP) – 44:53 | 2–4         |                                          |                |                                                                                          |
| Herzog (Corvi, Untersander) (EA) – 57:37 | 3–4         |                                          |                |                                                                                          |
| | 3–5         | 59:01 – Storm (Russell) (ENG)            |                |                                                                                          |

### C csoport
| Hely. | Csapat           | M | Gy | HGy | HV | V | G+ | G– | Gk | P | Továbbjutás                       |
| ----- | ---------------- | - | -- | --- | -- | - | -- | -- | -- | - | --------------------------------- |
| 1.    | Finnország (FIN) | 3 | 2  | 1   | 0  | 0 | 13 | 6  | +7 | 8 | Továbbjutott a negyeddöntőbe      |
| 2.    | Svédország (SWE) | 3 | 2  | 0   | 1  | 0 | 10 | 7  | +3 | 7 | Továbbjutott a negyeddöntőbe      |
| 3.    | Szlovákia (SVK)  | 3 | 1  | 0   | 0  | 2 | 8  | 12 | −4 | 3 | A negyeddöntőbe jutásért játszott |
| 4.    | Lettország (LAT) | 3 | 0  | 0   | 0  | 3 | 5  | 11 | −6 | 0 | A negyeddöntőbe jutásért játszott |

| 2022. február 10. 12:10 (5:10) | Svédország (SWE) | 3–2 (1–0, 2–1, 0–1) | Lettország (LAT) | Beijing National Indoor Stadium, Peking Nézőszám: 873 |

| Jegyzőkönyv | Jegyzőkönyv    | Jegyzőkönyv                                    | Jegyzőkönyv     | Jegyzőkönyv                                                                            |
| --- | -------------- | ---------------------------------------------- | --------------- | -------------------------------------------------------------------------------------- |
| | Lars Johansson | Kapusok                                        | Ivars Punnenovs | Játékvezetők: Martin Fraňo Kristian Vikman Vonalbírók: William Hancock Nyikita Salagin |
| \| Wallmark (Holmberg, Olofsson) – 09:42 \| 1–0 \| \| \| Lander (Bromé, Klingberg) – 20:30 \| 2–0 \| \| \| Wallmark (Tömmernes, Pudas) (PP) – 33:39 \| 3–0 \| \| \| \| 3–1 \| 36:07 – Krastenbergs (Balinskis, Dārziņš) (PP) \| \| \| 3–2 \| 46:48 – Jeļisejevs (Dārziņš, Balinskis) (PP) \| |                |                                                |                 | Játékvezetők: Martin Fraňo Kristian Vikman Vonalbírók: William Hancock Nyikita Salagin |
| 8 perc | Büntetések     | 10 perc                                        |                 | Játékvezetők: Martin Fraňo Kristian Vikman Vonalbírók: William Hancock Nyikita Salagin |
| 26 | Lövések        | 17                                             |                 | Játékvezetők: Martin Fraňo Kristian Vikman Vonalbírók: William Hancock Nyikita Salagin |
| Wallmark (Holmberg, Olofsson) – 09:42 | 1–0            |                                                |                 | Játékvezetők: Martin Fraňo Kristian Vikman Vonalbírók: William Hancock Nyikita Salagin |
| Lander (Bromé, Klingberg) – 20:30 | 2–0            |                                                |                 | Játékvezetők: Martin Fraňo Kristian Vikman Vonalbírók: William Hancock Nyikita Salagin |
| Wallmark (Tömmernes, Pudas) (PP) – 33:39 | 3–0            |                                                |                 | Játékvezetők: Martin Fraňo Kristian Vikman Vonalbírók: William Hancock Nyikita Salagin |
| | 3–1            | 36:07 – Krastenbergs (Balinskis, Dārziņš) (PP) |                 |                                                                                        |
| | 3–2            | 46:48 – Jeļisejevs (Dārziņš, Balinskis) (PP)   |                 |                                                                                        |

| 2022. február 10. 16:40 (9:40) | Finnország (FIN) | 6–2 (3–1, 1–1, 2–0) | Szlovákia (SVK) | Beijing National Indoor Stadium, Peking Nézőszám: 929 |

| Jegyzőkönyv | Jegyzőkönyv  | Jegyzőkönyv                            | Jegyzőkönyv      | Jegyzőkönyv                                                                              |
| --- | ------------ | -------------------------------------- | ---------------- | ---------------------------------------------------------------------------------------- |
| | Harri Säteri | Kapusok                                | Branislav Konrád | Játékvezetők: Stephen Reneau Jevgenyij Romaszko Vonalbírók: David Obwegeser Brian Oliver |
| \| \| 0–1 \| 05:33 – Slafkovský (Milos) \| \| Manninen (Hartikainen, Pokka) – 10:17 \| 1–1 \| \| \| Pesonen (Aaltonen, Filppula) – 14:22 (PP) \| 2–1 \| \| \| Aaltonen (Nättinen) – 18:20 \| 3–1 \| \| \| Manninen (Granlund, Lehtonen) – 29:28 \| 4–1 \| \| \| \| 4–2 \| 31:49 – Slafkovský (Čerešňák, Regenda) \| \| Manninen (Hartikainen) – 40:16 \| 5–2 \| \| \| Aaltonen (Ojamäki, Vatanen) (PP) – 54:57 \| 6–2 \| \| |              |                                        |                  | Játékvezetők: Stephen Reneau Jevgenyij Romaszko Vonalbírók: David Obwegeser Brian Oliver |
| 10 perc | Büntetések   | 6 perc                                 |                  | Játékvezetők: Stephen Reneau Jevgenyij Romaszko Vonalbírók: David Obwegeser Brian Oliver |
| 30 | Lövések      | 33                                     |                  | Játékvezetők: Stephen Reneau Jevgenyij Romaszko Vonalbírók: David Obwegeser Brian Oliver |
| | 0–1          | 05:33 – Slafkovský (Milos)             |                  | Játékvezetők: Stephen Reneau Jevgenyij Romaszko Vonalbírók: David Obwegeser Brian Oliver |
| Manninen (Hartikainen, Pokka) – 10:17 | 1–1          |                                        |                  | Játékvezetők: Stephen Reneau Jevgenyij Romaszko Vonalbírók: David Obwegeser Brian Oliver |
| Pesonen (Aaltonen, Filppula) – 14:22 (PP) | 2–1          |                                        |                  | Játékvezetők: Stephen Reneau Jevgenyij Romaszko Vonalbírók: David Obwegeser Brian Oliver |
| Aaltonen (Nättinen) – 18:20 | 3–1          |                                        |                  |                                                                                          |
| Manninen (Granlund, Lehtonen) – 29:28 | 4–1          |                                        |                  |                                                                                          |
| | 4–2          | 31:49 – Slafkovský (Čerešňák, Regenda) |                  |                                                                                          |
| Manninen (Hartikainen) – 40:16 | 5–2          |                                        |                  |                                                                                          |
| Aaltonen (Ojamäki, Vatanen) (PP) – 54:57 | 6–2          |                                        |                  |                                                                                          |

| 2022. február 11. 16:40 (9:40) | Svédország (SWE) | 4–1 (3–0, 0–0, 1–1) | Szlovákia (SVK) | Beijing National Indoor Stadium, Peking Nézőszám: 653 |

| Jegyzőkönyv | Jegyzőkönyv     | Jegyzőkönyv                | Jegyzőkönyv | Jegyzőkönyv                                                                              |
| --- | --------------- | -------------------------- | ----------- | ---------------------------------------------------------------------------------------- |
| | Magnus Hellberg | Kapusok                    | Matej Tomek | Játékvezetők: Jevgenyij Romaszko André Schrader Vonalbírók: David Obwegeser Brian Oliver |
| \| Nordström (Bengtsson, Friberg) – 11:22 \| 1–0 \| \| \| Wallmark (Pudas, Tömmernes) (PP2) – 18:10 \| 2–0 \| \| \| Friberg (Holm, Nordström) – 19:55 \| 3–0 \| \| \| Klingberg (Lander, Bromé) (ENG) – 57:44 \| 4–0 \| \| \| \| 4–1 \| 58:18 – Slafkovský (Nemec) \| |                 |                            |             | Játékvezetők: Jevgenyij Romaszko André Schrader Vonalbírók: David Obwegeser Brian Oliver |
| 12 perc | Büntetések      | 12 perc                    |             | Játékvezetők: Jevgenyij Romaszko André Schrader Vonalbírók: David Obwegeser Brian Oliver |
| 29 | Lövések         | 41                         |             | Játékvezetők: Jevgenyij Romaszko André Schrader Vonalbírók: David Obwegeser Brian Oliver |
| Nordström (Bengtsson, Friberg) – 11:22 | 1–0             |                            |             | Játékvezetők: Jevgenyij Romaszko André Schrader Vonalbírók: David Obwegeser Brian Oliver |
| Wallmark (Pudas, Tömmernes) (PP2) – 18:10 | 2–0             |                            |             | Játékvezetők: Jevgenyij Romaszko André Schrader Vonalbírók: David Obwegeser Brian Oliver |
| Friberg (Holm, Nordström) – 19:55 | 3–0             |                            |             | Játékvezetők: Jevgenyij Romaszko André Schrader Vonalbírók: David Obwegeser Brian Oliver |
| Klingberg (Lander, Bromé) (ENG) – 57:44 | 4–0             |                            |             |                                                                                          |
| | 4–1             | 58:18 – Slafkovský (Nemec) |             |                                                                                          |

| 2022. február 11. 21:10 (14:10) | Lettország (LAT) | 1–3 (0–0, 0–1, 1–2) | Finnország (FIN) | Wukesong Arena, Peking Nézőszám: 904 |

| Jegyzőkönyv | Jegyzőkönyv   | Jegyzőkönyv                             | Jegyzőkönyv  | Jegyzőkönyv                                                                      |
| --- | ------------- | --------------------------------------- | ------------ | -------------------------------------------------------------------------------- |
| | Jānis Kalniņš | Kapusok                                 | Harri Säteri | Játékvezetők: Oliver Gouin Mikael Nord Vonalbírók: Ludvig Lundgren Dmitrij Sislo |
| \| \| 0–1 \| 37:59 – Kemiläinen (Lehtonen, Nättinen) \| \| Ābols (Krastenbergs, Smirnovs) (PP) – 43:01 \| 1–1 \| \| \| \| 1–2 \| 54:42 – Komarov (Hietanen, Ohtamaa) \| \| \| 1–3 \| 58:43 – Anttila (Mäenalanen, Lindbohm) \| |               |                                         |              | Játékvezetők: Oliver Gouin Mikael Nord Vonalbírók: Ludvig Lundgren Dmitrij Sislo |
| 6 perc | Büntetések    | 4 perc                                  |              | Játékvezetők: Oliver Gouin Mikael Nord Vonalbírók: Ludvig Lundgren Dmitrij Sislo |
| 20 | Lövések       | 38                                      |              | Játékvezetők: Oliver Gouin Mikael Nord Vonalbírók: Ludvig Lundgren Dmitrij Sislo |
| | 0–1           | 37:59 – Kemiläinen (Lehtonen, Nättinen) |              | Játékvezetők: Oliver Gouin Mikael Nord Vonalbírók: Ludvig Lundgren Dmitrij Sislo |
| Ābols (Krastenbergs, Smirnovs) (PP) – 43:01 | 1–1           |                                         |              | Játékvezetők: Oliver Gouin Mikael Nord Vonalbírók: Ludvig Lundgren Dmitrij Sislo |
| | 1–2           | 54:42 – Komarov (Hietanen, Ohtamaa)     |              | Játékvezetők: Oliver Gouin Mikael Nord Vonalbírók: Ludvig Lundgren Dmitrij Sislo |
| | 1–3           | 58:43 – Anttila (Mäenalanen, Lindbohm)  |              |                                                                                  |

| 2022. február 13. 12:10 (5:10) | Szlovákia (SVK) | 5–2 (1–1, 2–0, 2–1) | Lettország (LAT) | Beijing National Indoor Stadium, Peking Nézőszám: 943 |

| Jegyzőkönyv | Jegyzőkönyv  | Jegyzőkönyv                          | Jegyzőkönyv   | Jegyzőkönyv                                                                      |
| --- | ------------ | ------------------------------------ | ------------- | -------------------------------------------------------------------------------- |
| | Patrik Rybár | Kapusok                              | Jānis Kalniņš | Játékvezetők: Oliver Gouin Mikael Nord Vonalbírók: Ludvig Lundgren Dmitrij Sislo |
| \| Marinčin (Jurčo, Hudáček) – 11:00 \| 1–0 \| \| \| \| 1–1 \| 15:46 – Ķēniņš (Ābols, Krastenbergs) \| \| Cehlárik (Hrivík, Takáč) – 26:17 \| 2–1 \| \| \| Slafkovský – 31:16 \| 3–1 \| \| \| \| 3–2 \| 42:07 – Indrašis (Meija, Cibuļskis) \| \| Zuzin (Kelemen, Čerešňák) – 49:21 \| 4–2 \| \| \| Jurčo (ENG) – 59:59 \| 5–2 \| \| |              |                                      |               | Játékvezetők: Oliver Gouin Mikael Nord Vonalbírók: Ludvig Lundgren Dmitrij Sislo |
| 4 perc | Büntetések   | 2 perc                               |               | Játékvezetők: Oliver Gouin Mikael Nord Vonalbírók: Ludvig Lundgren Dmitrij Sislo |
| 33 | Lövések      | 20                                   |               | Játékvezetők: Oliver Gouin Mikael Nord Vonalbírók: Ludvig Lundgren Dmitrij Sislo |
| Marinčin (Jurčo, Hudáček) – 11:00 | 1–0          |                                      |               | Játékvezetők: Oliver Gouin Mikael Nord Vonalbírók: Ludvig Lundgren Dmitrij Sislo |
| | 1–1          | 15:46 – Ķēniņš (Ābols, Krastenbergs) |               | Játékvezetők: Oliver Gouin Mikael Nord Vonalbírók: Ludvig Lundgren Dmitrij Sislo |
| Cehlárik (Hrivík, Takáč) – 26:17 | 2–1          |                                      |               | Játékvezetők: Oliver Gouin Mikael Nord Vonalbírók: Ludvig Lundgren Dmitrij Sislo |
| Slafkovský – 31:16 | 3–1          |                                      |               |                                                                                  |
| | 3–2          | 42:07 – Indrašis (Meija, Cibuļskis)  |               |                                                                                  |
| Zuzin (Kelemen, Čerešňák) – 49:21 | 4–2          |                                      |               |                                                                                  |
| Jurčo (ENG) – 59:59 | 5–2          |                                      |               |                                                                                  |

| 2022. február 13. 16:40 (9:40) | Finnország (FIN) | 4–3 (h.u.) (0–0, 0–3, 3–0) (h.u.: 1–0) | Svédország (SWE) | Beijing National Indoor Stadium, Peking Nézőszám: 963 |

| Jegyzőkönyv | Jegyzőkönyv    | Jegyzőkönyv                               | Jegyzőkönyv     | Jegyzőkönyv                                                                             |
| --- | -------------- | ----------------------------------------- | --------------- | --------------------------------------------------------------------------------------- |
| | Juho Olkinuora | Kapusok                                   | Magnus Hellberg | Játékvezetők: Michael Campbell Roman Gofman Vonalbírók: William Hancock Nyikita Salagin |
| \| \| 0–1 \| 24:24 – Wallmark (Tömmernes, Pudas) (PP) \| \| \| 0–2 \| 28:39 – Bengtsson (Tömmernes, Bromé) (PP) \| \| \| 0–3 \| 31:36 – Lander (Pudas, Klingberg) (PP) \| \| Hartikainen (Manninen, Vatanen) (PP) – 45:34 \| 1–3 \| \| \| Pakarinen (Hartikainen, Manninen) (PP) – 55:30 \| 2–3 \| \| \| Pakarinen (Lehtonen, Hartikainen) – 57:11 \| 3–3 \| \| \| Pesonen – 62:01 \| 4–3 \| \| |                |                                           |                 | Játékvezetők: Michael Campbell Roman Gofman Vonalbírók: William Hancock Nyikita Salagin |
| 37 perc | Büntetések     | 8 perc                                    |                 | Játékvezetők: Michael Campbell Roman Gofman Vonalbírók: William Hancock Nyikita Salagin |
| 27 | Lövések        | 30                                        |                 | Játékvezetők: Michael Campbell Roman Gofman Vonalbírók: William Hancock Nyikita Salagin |
| | 0–1            | 24:24 – Wallmark (Tömmernes, Pudas) (PP)  |                 | Játékvezetők: Michael Campbell Roman Gofman Vonalbírók: William Hancock Nyikita Salagin |
| | 0–2            | 28:39 – Bengtsson (Tömmernes, Bromé) (PP) |                 | Játékvezetők: Michael Campbell Roman Gofman Vonalbírók: William Hancock Nyikita Salagin |
| | 0–3            | 31:36 – Lander (Pudas, Klingberg) (PP)    |                 | Játékvezetők: Michael Campbell Roman Gofman Vonalbírók: William Hancock Nyikita Salagin |
| Hartikainen (Manninen, Vatanen) (PP) – 45:34 | 1–3            |                                           |                 |                                                                                         |
| Pakarinen (Hartikainen, Manninen) (PP) – 55:30 | 2–3            |                                           |                 |                                                                                         |
| Pakarinen (Lehtonen, Hartikainen) – 57:11 | 3–3            |                                           |                 |                                                                                         |
| Pesonen – 62:01 | 4–3            |                                           |                 |                                                                                         |

### Rangsorolás
A csoportmérkőzések után minden csapatot rangsorolnak „1D”-től „12D”-ig. A sorrend meghatározásához az alábbiakat vették figyelembe:
1. A csapat saját csoportjában elfoglalt helyezése
2. Több szerzett pont
3. Jobb gólkülönbség
4. Több szerzett gól
5. Jobb világranglista helyezés

A csoportok első helyezettjei, valamint a legjobb második a negyeddöntőbe jut. A többi nyolc csapat egy mérkőzést játszik a negyeddöntőbe jutásért.
| Bejutott a negyeddöntőbe                   |
| Mérkőzést játszik a negyeddöntőbe jutásért |

| Rang | Csapat                                       | Csoport | Hely | M | P | Gk  | G+ | VR |
| ---- | -------------------------------------------- | ------- | ---- | - | - | --- | -- | -- |
| 1D   | Egyesült Államok (USA)                       | A       | 1.   | 3 | 9 | +11 | 15 | 4  |
| 2D   | Finnország (FIN)                             | C       | 1.   | 3 | 8 | +7  | 13 | 2  |
| 3D   | Az Orosz Olimpiai Bizottság versenyzői (ROC) | B       | 1.   | 3 | 7 | +2  | 8  | 3  |
| 4D   | Svédország (SWE)                             | C       | 2.   | 3 | 7 | +3  | 10 | 7  |
| 5D   | Kanada (CAN)                                 | A       | 2.   | 3 | 6 | +7  | 12 | 1  |
| 6D   | Dánia (DEN)                                  | B       | 2.   | 3 | 6 | +1  | 7  | 12 |
| 7D   | Csehország (CZE)                             | B       | 3.   | 3 | 4 | +1  | 9  | 6  |
| 8D   | Szlovákia (SVK)                              | C       | 3.   | 3 | 3 | −4  | 8  | 9  |
| 9D   | Németország (GER)                            | A       | 3.   | 3 | 3 | −4  | 6  | 5  |
| 10D  | Svájc (SUI)                                  | B       | 4.   | 3 | 1 | −4  | 4  | 8  |
| 11D  | Lettország (LAT)                             | C       | 4.   | 3 | 0 | −6  | 5  | 10 |
| 12D  | Kína (CHN)                                   | A       | 4.   | 3 | 0 | −14 | 2  | 32 |

## Egyenes kieséses szakasz
Párosítások a negyeddöntőbe jutásért
- 5D – 12D (győztes: „E1”)
- 6D – 11D (E2)
- 7D – 10D (E3)
- 8D – 9D (E4)

A győztes csapatok bejutnak a negyeddöntőbe, a veszteseket a csoportkör utáni sorrendjük alapján rangsorolják.
Negyeddöntő párosítása
- 1D – E4 (győztes: „F1”)
- 2D – E3 (F2)
- 3D – E2 (F3)
- 4D – E1 (F4)

A győztes csapatok bejutnak az elődöntőbe, a veszteseket a csoportkör utáni sorrendjük alapján rangsorolják.
Az elődöntőkben, a bronzmérkőzésen illetve a döntőben azok a csapatok a pályaválasztók, amelyek a csoportkör után előrébb végeztek. A győztesek az aranyéremért, a vesztesek pedig a bronzéremért mérkőznek.

### Ágrajz
|  |                            |                            |                            |             |                                        |              |              |              |  |                                        |                                        |                                        |               |               |               |             |             |             |
|  | Rájátszás a negyeddöntőért | Rájátszás a negyeddöntőért | Rájátszás a negyeddöntőért |             |                                        | Negyeddöntők | Negyeddöntők | Negyeddöntők |  |                                        | Elődöntők                              | Elődöntők                              | Elődöntők     |               |               | Döntő       | Döntő       | Döntő       |
|  | Rájátszás a negyeddöntőért | Rájátszás a negyeddöntőért | Rájátszás a negyeddöntőért |             |                                        | Negyeddöntők | Negyeddöntők | Negyeddöntők |  |                                        | Elődöntők                              | Elődöntők                              | Elődöntők     |               |               | Döntő       | Döntő       | Döntő       |
|  |                            |                            |                            | február 16. |                                        |              |              |              |  |                                        |                                        |                                        |               |               |               |             |             |             |
|  |                            |                            |                            |             |                                        |              |              |              |  |                                        |                                        |                                        |               |               |               |             |             |             |
|  | február 15.                | február 15.                | február 15.                | 2D          | Finnország                             | 5            |              |              |  |                                        |                                        |                                        |               |               |               |             |             |             |
|  | február 15.                | február 15.                | február 15.                | 2D          | Finnország                             | 5            | február 18.  |              |  |                                        |                                        |                                        |               |               |               |             |             |             |
|  | 7D                         | Csehország                 | 2                          |             |                                        |              | Svájc        | 1            |  |                                        |                                        |                                        |               |               |               |             |             |             |
|  | 7D                         | Csehország                 | 2                          |             |                                        |              | Svájc        | 1            |  | Finnország                             | Finnország                             | 2                                      |               |               |               |             |             |             |
|  | 10D                        | Svájc                      | 4                          |             |                                        | február 16.  | február 16.  | február 16.  |  | Finnország                             | Finnország                             | 2                                      |               |               |               |             |             |             |
|  | 10D                        | Svájc                      | 4                          |             |                                        | február 16.  | február 16.  | február 16.  |  |                                        | Szlovákia                              | Szlovákia                              | 0             |               |               |             |             |             |
|  | február 15.                | február 15.                | február 15.                | 1D          | Egyesült Államok                       | 2            |              |              |  |                                        | Szlovákia                              | Szlovákia                              | 0             |               |               |             |             |             |
|  | február 15.                | február 15.                | február 15.                | 1D          | Egyesült Államok                       | 2            | február 20.  |              |  |                                        |                                        |                                        |               |               |               |             |             |             |
|  | 8D                         | Szlovákia                  | 4                          |             |                                        |              | Szlovákia    | 3            |  |                                        |                                        |                                        |               |               |               |             |             |             |
|  | 8D                         | Szlovákia                  | 4                          |             |                                        |              | Szlovákia    | 3            |  | Finnország                             | Finnország                             | 2                                      |               |               |               |             |             |             |
|  | 9D                         | Németország                | 0                          |             |                                        | február 16.  | február 16.  | február 16.  |  |                                        |                                        | 2                                      |               |               |               |             |             |             |
|  | 9D                         | Németország                | 0                          |             |                                        | február 16.  | február 16.  | február 16.  |  |                                        | Az Orosz Olimpiai Bizottság versenyzői | Az Orosz Olimpiai Bizottság versenyzői | 1             |               |               |             |             |             |
|  | február 15.                | február 15.                | február 15.                | 3D          | Az Orosz Olimpiai Bizottság versenyzői | 3            |              |              |  |                                        | Az Orosz Olimpiai Bizottság versenyzői | Az Orosz Olimpiai Bizottság versenyzői | 1             |               |               |             |             |             |
|  | február 15.                | február 15.                | február 15.                | 3D          | Az Orosz Olimpiai Bizottság versenyzői | 3            | február 18.  |              |  |                                        |                                        |                                        |               |               |               |             |             |             |
|  | 6D                         | Dánia                      | 3                          |             |                                        |              | Dánia        | 1            |  |                                        |                                        |                                        |               |               |               |             |             |             |
|  | 6D                         | Dánia                      | 3                          |             |                                        |              | Dánia        | 1            |  | Az Orosz Olimpiai Bizottság versenyzői | Az Orosz Olimpiai Bizottság versenyzői | 2                                      | Bronzmérkőzés | Bronzmérkőzés | Bronzmérkőzés |             |             |             |
|  | 11D                        | Lettország                 | 2                          |             |                                        | február 16.  | február 16.  | február 16.  |  | Az Orosz Olimpiai Bizottság versenyzői | Az Orosz Olimpiai Bizottság versenyzői | 2                                      | Bronzmérkőzés | Bronzmérkőzés | Bronzmérkőzés |             |             |             |
|  | 11D                        | Lettország                 | 2                          |             |                                        | február 16.  | február 16.  | február 16.  |  |                                        | Svédország                             | Svédország                             | 1             |               |               | február 19. | február 19. | február 19. |
|  | február 15.                | február 15.                | február 15.                | 4D          | Svédország                             | 2            |              |              |  |                                        | Svédország                             | Svédország                             | 1             |               |               | február 19. | február 19. | február 19. |
|  | február 15.                | február 15.                | február 15.                | 4D          | Svédország                             | 2            |              |              |  |                                        |                                        | Svédország                             | Svédország    | 0             |               |             |             |             |
|  | 5D                         | Kanada                     | 7                          |             |                                        |              | Kanada       | 0            |  |                                        |                                        | Svédország                             | Svédország    | 0             |               |             |             |             |
|  | 5D                         | Kanada                     | 7                          |             |                                        |              | Kanada       | 0            |  | Szlovákia                              | Szlovákia                              | 4                                      |               |               |               |             |             |             |
|  | 12D                        | Kína                       | 2                          |             |                                        |              |              |              |  | Szlovákia                              | Szlovákia                              | 4                                      |               |               |               |             |             |             |
|  | 12D                        | Kína                       | 2                          |             |                                        |              |              |              |  |                                        |                                        |                                        |               |               |               |             |             |             |

### Rájátszás a negyeddöntőbe jutásért
| 2022. február 15. 12:10 (5:10) | Szlovákia (SVK) | 4–0 (1–0, 2–0, 1–0) | Németország (GER) | Beijing National Indoor Stadium, Peking Nézőszám: 926 |

| Jegyzőkönyv | Jegyzőkönyv  | Jegyzőkönyv | Jegyzőkönyv          | Jegyzőkönyv                                                                      |
| --- | ------------ | ----------- | -------------------- | -------------------------------------------------------------------------------- |
| | Patrik Rybár | Kapusok     | Mathias Niederberger | Játékvezetők: Tobias Björk Mikael Nord Vonalbírók: Gleb Lazarev Lauri Nikulainen |
| \| Hudáček (Pospíšil, Gernát) – 11:05 \| 1–0 \| \| \| Cehlárik (Gernát, Hrivík) – 27:01 \| 2–0 \| \| \| Krištof (Kňažko, Čerešňák) – 28:45 \| 3–0 \| \| \| Hrivík (Cehlárik, Takáč) (ENG) – 57:56 \| 4–0 \| \| |              |             |                      | Játékvezetők: Tobias Björk Mikael Nord Vonalbírók: Gleb Lazarev Lauri Nikulainen |
| 8 perc | Büntetések   | 33 perc     |                      | Játékvezetők: Tobias Björk Mikael Nord Vonalbírók: Gleb Lazarev Lauri Nikulainen |
| 34 | Lövések      | 21          |                      | Játékvezetők: Tobias Björk Mikael Nord Vonalbírók: Gleb Lazarev Lauri Nikulainen |
| Hudáček (Pospíšil, Gernát) – 11:05 | 1–0          |             |                      | Játékvezetők: Tobias Björk Mikael Nord Vonalbírók: Gleb Lazarev Lauri Nikulainen |
| Cehlárik (Gernát, Hrivík) – 27:01 | 2–0          |             |                      | Játékvezetők: Tobias Björk Mikael Nord Vonalbírók: Gleb Lazarev Lauri Nikulainen |
| Krištof (Kňažko, Čerešňák) – 28:45 | 3–0          |             |                      | Játékvezetők: Tobias Björk Mikael Nord Vonalbírók: Gleb Lazarev Lauri Nikulainen |
| Hrivík (Cehlárik, Takáč) (ENG) – 57:56 | 4–0          |             |                      |                                                                                  |

| 2022. február 15. 14:00 (7:00) | Dánia (DEN) | 3–2 (1–1, 1–1, 1–0) | Lettország (LAT) | Wukesong Arena, Peking Nézőszám: 726 |

| Jegyzőkönyv | Jegyzőkönyv    | Jegyzőkönyv                                    | Jegyzőkönyv                   | Jegyzőkönyv                                                                           |
| --- | -------------- | ---------------------------------------------- | ----------------------------- | ------------------------------------------------------------------------------------- |
| | Sebastian Dahm | Kapusok                                        | Jānis Kalniņš Ivars Punnenovs | Játékvezetők: Andrew Bruggema André Schrader Vonalbírók: Dustin McCrank Dmitrij Sislo |
| \| Poulsen (Jakobsen, Lassen) – 12:02 \| 1–0 \| \| \| \| 1–1 \| 16:23 – Dārziņš (Krastenbergs, Cibuļskis) \| \| \| 1–2 \| 22:33 – Darzinš (Balinskis, Krastenbergs) (PP) \| \| Jakobsen (Meyer) – 36:57 \| 2–2 \| \| \| Lauridsen (Bødker, Nielsen) (PP) – 41:45 \| 3–2 \| \| |                |                                                |                               | Játékvezetők: Andrew Bruggema André Schrader Vonalbírók: Dustin McCrank Dmitrij Sislo |
| 8 perc | Büntetések     | 8 perc                                         |                               | Játékvezetők: Andrew Bruggema André Schrader Vonalbírók: Dustin McCrank Dmitrij Sislo |
| 31 | Lövések        | 27                                             |                               | Játékvezetők: Andrew Bruggema André Schrader Vonalbírók: Dustin McCrank Dmitrij Sislo |
| Poulsen (Jakobsen, Lassen) – 12:02 | 1–0            |                                                |                               | Játékvezetők: Andrew Bruggema André Schrader Vonalbírók: Dustin McCrank Dmitrij Sislo |
| | 1–1            | 16:23 – Dārziņš (Krastenbergs, Cibuļskis)      |                               | Játékvezetők: Andrew Bruggema André Schrader Vonalbírók: Dustin McCrank Dmitrij Sislo |
| | 1–2            | 22:33 – Darzinš (Balinskis, Krastenbergs) (PP) |                               | Játékvezetők: Andrew Bruggema André Schrader Vonalbírók: Dustin McCrank Dmitrij Sislo |
| Jakobsen (Meyer) – 36:57 | 2–2            |                                                |                               |                                                                                       |
| Lauridsen (Bødker, Nielsen) (PP) – 41:45 | 3–2            |                                                |                               |                                                                                       |

| 2022. február 15. 16:40 (9:40) | Csehország (CZE) | 2–4 (1–2, 0–1, 1–1) | Svájc (SUI) | Beijing National Indoor Stadium, Peking Nézőszám: 990 |

| Jegyzőkönyv | Jegyzőkönyv  | Jegyzőkönyv                                | Jegyzőkönyv     | Jegyzőkönyv                                                                              |
| --- | ------------ | ------------------------------------------ | --------------- | ---------------------------------------------------------------------------------------- |
| | Šimon Hrubec | Kapusok                                    | Leonardo Genoni | Játékvezetők: Roman Gofman Mikko Kaukokari Vonalbírók: Ludvig Lundgren Andreas Malmqvist |
| \| Klok (Knot, Červenka) – 10:08 \| 1–0 \| \| \| \| 1–1 \| 14:59 – Ambühl (Thürkauf, Corvi) (PP) \| \| \| 1–2 \| 15:12 – Mottet (Hollenstein, Diaz) \| \| \| 1–3 \| 29:53 – Malgin (Alatalo, Andrighetto) (PP) \| \| \| 1–4 \| 54:57 – Diaz (Andrighetto, Herzog) \| \| Červenka (Krejčí, Kovář) (PP, EA) – 55:59 \| 2–4 \| \| |              |                                            |                 | Játékvezetők: Roman Gofman Mikko Kaukokari Vonalbírók: Ludvig Lundgren Andreas Malmqvist |
| 6 perc | Büntetések   | 4 perc                                     |                 | Játékvezetők: Roman Gofman Mikko Kaukokari Vonalbírók: Ludvig Lundgren Andreas Malmqvist |
| 33 | Lövések      | 18                                         |                 | Játékvezetők: Roman Gofman Mikko Kaukokari Vonalbírók: Ludvig Lundgren Andreas Malmqvist |
| Klok (Knot, Červenka) – 10:08 | 1–0          |                                            |                 | Játékvezetők: Roman Gofman Mikko Kaukokari Vonalbírók: Ludvig Lundgren Andreas Malmqvist |
| | 1–1          | 14:59 – Ambühl (Thürkauf, Corvi) (PP)      |                 | Játékvezetők: Roman Gofman Mikko Kaukokari Vonalbírók: Ludvig Lundgren Andreas Malmqvist |
| | 1–2          | 15:12 – Mottet (Hollenstein, Diaz)         |                 | Játékvezetők: Roman Gofman Mikko Kaukokari Vonalbírók: Ludvig Lundgren Andreas Malmqvist |
| | 1–3          | 29:53 – Malgin (Alatalo, Andrighetto) (PP) |                 |                                                                                          |
| | 1–4          | 54:57 – Diaz (Andrighetto, Herzog)         |                 |                                                                                          |
| Červenka (Krejčí, Kovář) (PP, EA) – 55:59 | 2–4          |                                            |                 |                                                                                          |

| 2022. február 15. 21:10 (14:10) | Kanada (CAN) | 7–2 (2–1, 3–1, 2–0) | Kína (CHN) | Beijing National Indoor Stadium, Peking Nézőszám: 994 |

| Jegyzőkönyv | Jegyzőkönyv  | Jegyzőkönyv                         | Jegyzőkönyv      | Jegyzőkönyv                                                                               |
| --- | ------------ | ----------------------------------- | ---------------- | ----------------------------------------------------------------------------------------- |
| | Matt Tomkins | Kapusok                             | Shimisi Jieruimi | Játékvezetők: Michael Tscherrig Kristian Vikman Vonalbírók: David Obwegeser Jiří Ondráček |
| \| Weal (Tambellini, Noreau) (PP) – 06:57 \| 1–0 \| \| \| Weal (Staal, Tambellini) (PP) - 09:55 \| 2–0 \| \| \| \| 2–1 \| 15:32 - An Jian (Werek) \| \| Tambellini (Noreau, Weal) (PP) - 26:36 \| 3–1 \| \| \| Tambellini (PS) - 28:39 \| 4–1 \| \| \| O'Dell (Demers, Johnson) - 32:05 \| 5–1 \| \| \| \| 5–2 \| 38:59 - An Jian (Zhong, Jieke) (PP) \| \| Staal (McTavish, McBain) - 55:55 \| 6–2 \| \| \| McBain (Noreau, Tambellini) - 58:19 \| 7–2 \| \| |              |                                     |                  | Játékvezetők: Michael Tscherrig Kristian Vikman Vonalbírók: David Obwegeser Jiří Ondráček |
| 15 perc | Büntetések   | 18 perc                             |                  | Játékvezetők: Michael Tscherrig Kristian Vikman Vonalbírók: David Obwegeser Jiří Ondráček |
| 45 | Lövések      | 29                                  |                  | Játékvezetők: Michael Tscherrig Kristian Vikman Vonalbírók: David Obwegeser Jiří Ondráček |
| Weal (Tambellini, Noreau) (PP) – 06:57 | 1–0          |                                     |                  | Játékvezetők: Michael Tscherrig Kristian Vikman Vonalbírók: David Obwegeser Jiří Ondráček |
| Weal (Staal, Tambellini) (PP) - 09:55 | 2–0          |                                     |                  | Játékvezetők: Michael Tscherrig Kristian Vikman Vonalbírók: David Obwegeser Jiří Ondráček |
| | 2–1          | 15:32 - An Jian (Werek)             |                  | Játékvezetők: Michael Tscherrig Kristian Vikman Vonalbírók: David Obwegeser Jiří Ondráček |
| Tambellini (Noreau, Weal) (PP) - 26:36 | 3–1          |                                     |                  |                                                                                           |
| Tambellini (PS) - 28:39 | 4–1          |                                     |                  |                                                                                           |
| O'Dell (Demers, Johnson) - 32:05 | 5–1          |                                     |                  |                                                                                           |
| | 5–2          | 38:59 - An Jian (Zhong, Jieke) (PP) |                  |                                                                                           |
| Staal (McTavish, McBain) - 55:55 | 6–2          |                                     |                  |                                                                                           |
| McBain (Noreau, Tambellini) - 58:19 | 7–2          |                                     |                  |                                                                                           |

### Negyeddöntők
| 2022. február 16. 12:10 (5:10) | Egyesült Államok (USA) | 2–3 (sz.) (1–1, 1–0, 0–1) (h.u.: 0–0) (sz.: 0–1) | Szlovákia (SVK) | Beijing National Indoor Stadium, Peking Nézőszám: 1059 |

| Jegyzőkönyv | Jegyzőkönyv  | Jegyzőkönyv                              | Jegyzőkönyv  | Jegyzőkönyv                                                                        |
| --- | ------------ | ---------------------------------------- | ------------ | ---------------------------------------------------------------------------------- |
| | Strauss Mann | Kapusok                                  | Patrik Rybár | Játékvezetők: Tobias Björk Roman Gofman Vonalbírók: Dustin McCrank Nyikita Salagin |
| \| \| 0–1 \| 11:45 – Slafkovský (Čerešňák, Regenda) \| \| Abruzzese (Beniers, Kampfer) – 19:14 \| 1–1 \| \| \| Hentges (Perbix, Smith) – 28:56 \| 2–1 \| \| \| \| 2–2 \| 59:16 – Hrivík (Čajkovský, Hudáček) (EA) \| |              |                                          |              | Játékvezetők: Tobias Björk Roman Gofman Vonalbírók: Dustin McCrank Nyikita Salagin |
| Brisson Farrell Knies Smith Miele | Szétlövés    | Hudáček Čajkovský Krištof Cehlárik       |              | Játékvezetők: Tobias Björk Roman Gofman Vonalbírók: Dustin McCrank Nyikita Salagin |
| 2 perc | Büntetések   | 10 perc                                  |              | Játékvezetők: Tobias Björk Roman Gofman Vonalbírók: Dustin McCrank Nyikita Salagin |
| 35 | Lövések      | 37                                       |              | Játékvezetők: Tobias Björk Roman Gofman Vonalbírók: Dustin McCrank Nyikita Salagin |
| | 0–1          | 11:45 – Slafkovský (Čerešňák, Regenda)   |              | Játékvezetők: Tobias Björk Roman Gofman Vonalbírók: Dustin McCrank Nyikita Salagin |
| Abruzzese (Beniers, Kampfer) – 19:14 | 1–1          |                                          |              | Játékvezetők: Tobias Björk Roman Gofman Vonalbírók: Dustin McCrank Nyikita Salagin |
| Hentges (Perbix, Smith) – 28:56 | 2–1          |                                          |              |                                                                                    |
| | 2–2          | 59:16 – Hrivík (Čajkovský, Hudáček) (EA) |              |                                                                                    |

| 2022. február 16. 14:00 (7:00) | Az Orosz Olimpiai Bizottság versenyzői (ROC) | 3–1 (1–1, 1–0, 1–0) | Dánia (DEN) | Wukesong Arena, Peking Nézőszám: 727 |

| Jegyzőkönyv | Jegyzőkönyv  | Jegyzőkönyv                                  | Jegyzőkönyv    | Jegyzőkönyv                                                                             |
| --- | ------------ | -------------------------------------------- | -------------- | --------------------------------------------------------------------------------------- |
| | Ivan Fedotov | Kapusok                                      | Sebastian Dahm | Játékvezetők: Michael Campbell Martin Fraňo Vonalbírók: Andreas Malmqvist Jiří Ondráček |
| \| Sipacsov (Guszev, Jakovlev) – 13:01 \| 1–0 \| \| \| \| 1–1 \| 22:57 – Nielsen (Bau Hansen, Lauridsen) (PP) \| \| Nyesztyerov (Guszev, Gricjuk) – 34:36 \| 2–1 \| \| \| Vojnov (Sipacsov, Gricjuk) (PP) – 55:45 \| 3–1 \| \| |              |                                              |                | Játékvezetők: Michael Campbell Martin Fraňo Vonalbírók: Andreas Malmqvist Jiří Ondráček |
| 4 perc | Büntetések   | 6 perc                                       |                | Játékvezetők: Michael Campbell Martin Fraňo Vonalbírók: Andreas Malmqvist Jiří Ondráček |
| 40 | Lövések      | 18                                           |                | Játékvezetők: Michael Campbell Martin Fraňo Vonalbírók: Andreas Malmqvist Jiří Ondráček |
| Sipacsov (Guszev, Jakovlev) – 13:01 | 1–0          |                                              |                | Játékvezetők: Michael Campbell Martin Fraňo Vonalbírók: Andreas Malmqvist Jiří Ondráček |
| | 1–1          | 22:57 – Nielsen (Bau Hansen, Lauridsen) (PP) |                | Játékvezetők: Michael Campbell Martin Fraňo Vonalbírók: Andreas Malmqvist Jiří Ondráček |
| Nyesztyerov (Guszev, Gricjuk) – 34:36 | 2–1          |                                              |                | Játékvezetők: Michael Campbell Martin Fraňo Vonalbírók: Andreas Malmqvist Jiří Ondráček |
| Vojnov (Sipacsov, Gricjuk) (PP) – 55:45 | 3–1          |                                              |                |                                                                                         |

| 2022. február 16. 16:40 (9:40) | Finnország (FIN) | 5–1 (2–0, 1–1, 2–0) | Svájc (SUI) | Beijing National Indoor Stadium, Peking Nézőszám: 948 |

| Jegyzőkönyv | Jegyzőkönyv  | Jegyzőkönyv                       | Jegyzőkönyv                | Jegyzőkönyv                                                                    |
| --- | ------------ | --------------------------------- | -------------------------- | ------------------------------------------------------------------------------ |
| | Harri Säteri | Kapusok                           | Reto Berra Leonardo Genoni | Játékvezetők: Andris Ansons Oliver Gouin Vonalbírók: Daniel Hynek Brian Oliver |
| \| Aaltonen (Friman, Nättinen) – 08:37 \| 1–0 \| \| \| Lehtonen (Hietanen, Manninen) – 10:45 \| 2–0 \| \| \| Anttila (Björninen) – 23:08 \| 3–0 \| \| \| \| 3–1 \| 37:49 – Ambühl (Corvi, Haas) (PP) \| \| Pakarinen (Filppula, Pesonen) (ENG) – 55:28 \| 4–1 \| \| \| Hartikainen (ENG) – 56:47 \| 5–1 \| \| |              |                                   |                            | Játékvezetők: Andris Ansons Oliver Gouin Vonalbírók: Daniel Hynek Brian Oliver |
| 4 perc | Büntetések   | 4 perc                            |                            | Játékvezetők: Andris Ansons Oliver Gouin Vonalbírók: Daniel Hynek Brian Oliver |
| 23 | Lövések      | 34                                |                            | Játékvezetők: Andris Ansons Oliver Gouin Vonalbírók: Daniel Hynek Brian Oliver |
| Aaltonen (Friman, Nättinen) – 08:37 | 1–0          |                                   |                            | Játékvezetők: Andris Ansons Oliver Gouin Vonalbírók: Daniel Hynek Brian Oliver |
| Lehtonen (Hietanen, Manninen) – 10:45 | 2–0          |                                   |                            | Játékvezetők: Andris Ansons Oliver Gouin Vonalbírók: Daniel Hynek Brian Oliver |
| Anttila (Björninen) – 23:08 | 3–0          |                                   |                            | Játékvezetők: Andris Ansons Oliver Gouin Vonalbírók: Daniel Hynek Brian Oliver |
| | 3–1          | 37:49 – Ambühl (Corvi, Haas) (PP) |                            |                                                                                |
| Pakarinen (Filppula, Pesonen) (ENG) – 55:28 | 4–1          |                                   |                            |                                                                                |
| Hartikainen (ENG) – 56:47 | 5–1          |                                   |                            |                                                                                |

| 2022. február 16. 21:10 (14:10) | Svédország (SWE) | 2–0 (0–0, 0–0, 2–0) | Kanada (CAN) | Beijing National Indoor Stadium, Peking Nézőszám: 950 |

| Jegyzőkönyv                                                                      | Jegyzőkönyv    | Jegyzőkönyv | Jegyzőkönyv  | Jegyzőkönyv                                                                                   |
| -------------------------------------------------------------------------------- | -------------- | ----------- | ------------ | --------------------------------------------------------------------------------------------- |
|                                                                                  | Lars Johansson | Kapusok     | Matt Tomkins | Játékvezetők: Andrew Bruggeman Jevgenyij Romaszko Vonalbírók: William Hancock II Gleb Lazarev |
| \| Wallmark – 50:15 \| 1–0 \| \| \| Lander (Holmberg) – 58:10 (ENG) \| 2-0 \| \| |                |             |              | Játékvezetők: Andrew Bruggeman Jevgenyij Romaszko Vonalbírók: William Hancock II Gleb Lazarev |
| 6 perc                                                                           | Büntetések     | 6 perc      |              | Játékvezetők: Andrew Bruggeman Jevgenyij Romaszko Vonalbírók: William Hancock II Gleb Lazarev |
| 26                                                                               | Lövések        | 22          |              | Játékvezetők: Andrew Bruggeman Jevgenyij Romaszko Vonalbírók: William Hancock II Gleb Lazarev |
| Wallmark – 50:15                                                                 | 1–0            |             |              | Játékvezetők: Andrew Bruggeman Jevgenyij Romaszko Vonalbírók: William Hancock II Gleb Lazarev |
| Lander (Holmberg) – 58:10 (ENG)                                                  | 2-0            |             |              | Játékvezetők: Andrew Bruggeman Jevgenyij Romaszko Vonalbírók: William Hancock II Gleb Lazarev |

### Elődöntők
| 2022. február 18. 12:10 (5:10) | Finnország (FIN) | 2–0 (1–0, 0–0, 1–0) | Szlovákia (SVK) | Beijing National Indoor Stadium, Peking Nézőszám: 1071 |

| Jegyzőkönyv | Jegyzőkönyv  | Jegyzőkönyv | Jegyzőkönyv  | Jegyzőkönyv                                                                           |
| --- | ------------ | ----------- | ------------ | ------------------------------------------------------------------------------------- |
| | Harri Säteri | Kapusok     | Patrik Rybár | Játékvezetők: Tobias Björk Jevgenyij Romaszko Vonalbírók: Gleb Lazarev Dustin McCrank |
| \| Manninen (Lindbohm, Vatanen) – 15:58 \| 1–0 \| \| \| Pesonen (Hartikainen, Pokka) (ENG) – 59:21 \| 2–0 \| \| |              |             |              | Játékvezetők: Tobias Björk Jevgenyij Romaszko Vonalbírók: Gleb Lazarev Dustin McCrank |
| 0 perc | Büntetések   | 6 perc      |              | Játékvezetők: Tobias Björk Jevgenyij Romaszko Vonalbírók: Gleb Lazarev Dustin McCrank |
| 27 | Lövések      | 28          |              | Játékvezetők: Tobias Björk Jevgenyij Romaszko Vonalbírók: Gleb Lazarev Dustin McCrank |
| Manninen (Lindbohm, Vatanen) – 15:58                                                                            | 1–0          |             |              | Játékvezetők: Tobias Björk Jevgenyij Romaszko Vonalbírók: Gleb Lazarev Dustin McCrank |
| Pesonen (Hartikainen, Pokka) (ENG) – 59:21                                                                      | 2–0          |             |              | Játékvezetők: Tobias Björk Jevgenyij Romaszko Vonalbírók: Gleb Lazarev Dustin McCrank |

| 2022. február 18. 21:10 (14:10) | Az Orosz Olimpiai Bizottság versenyzői (ROC) | 2–1 (sz.) (0–0, 1–0, 0–1) (h.u.: 0–0) (sz.: 1–0) | Svédország (SWE) | Beijing National Indoor Stadium, Peking Nézőszám: 1161 |

| Jegyzőkönyv                                                                                               | Jegyzőkönyv  | Jegyzőkönyv                                                              | Jegyzőkönyv    | Jegyzőkönyv                                                                        |
| --- | ------------ | ------------------------------------------------------------------------ | -------------- | ---------------------------------------------------------------------------------- |
| | Ivan Fedotov | Kapusok                                                                  | Lars Johansson | Játékvezetők: Andrew Bruggeman Oliver Gouin Vonalbírók: Daniel Hynek Jiří Ondráček |
| \| Szlepisev (Karnauhov, Jakovlev) – 20:15 \| 1–0 \| \| \| \| 1–1 \| 46:22 – Lander (Tömmernes, Pudas) \| |              |                                                                          |                | Játékvezetők: Andrew Bruggeman Oliver Gouin Vonalbírók: Daniel Hynek Jiří Ondráček |
| Szlepisev Grigorenko Guszev Tkacsov Jakovlev Guszev Gricjuk                                               | Szétlövés    | Klingberg Wallmark Nordström Tömmernes Lander Klingberg Wallmark Friberg |                | Játékvezetők: Andrew Bruggeman Oliver Gouin Vonalbírók: Daniel Hynek Jiří Ondráček |
| 4 perc | Büntetések   | 4 perc                                                                   |                | Játékvezetők: Andrew Bruggeman Oliver Gouin Vonalbírók: Daniel Hynek Jiří Ondráček |
| 41 | Lövések      | 35                                                                       |                | Játékvezetők: Andrew Bruggeman Oliver Gouin Vonalbírók: Daniel Hynek Jiří Ondráček |
| Szlepisev (Karnauhov, Jakovlev) – 20:15                                                                   | 1–0          |                                                                          |                | Játékvezetők: Andrew Bruggeman Oliver Gouin Vonalbírók: Daniel Hynek Jiří Ondráček |
| | 1–1          | 46:22 – Lander (Tömmernes, Pudas)                                        |                | Játékvezetők: Andrew Bruggeman Oliver Gouin Vonalbírók: Daniel Hynek Jiří Ondráček |

### Bronzmérkőzés
| 2022. február 19. 21:10 (14:10) | Svédország (SWE) | 0–4 (0–0, 0–2, 0–2) | Szlovákia (SVK) | Beijing National Indoor Stadium, Peking Nézőszám: 1229 |

| Jegyzőkönyv | Jegyzőkönyv    | Jegyzőkönyv                         | Jegyzőkönyv  | Jegyzőkönyv                                                                            |
| --- | -------------- | ----------------------------------- | ------------ | -------------------------------------------------------------------------------------- |
| | Lars Johansson | Kapusok                             | Patrik Rybár | Játékvezetők: Oliver Gouin Jevgenyij Romaszko Vonalbírók: Gleb Lazarev Nyikita Salagin |
| \| \| 0–1 \| 23:17 – Slafkovský (Čerešňák) \| \| \| 0–2 \| 32:47 – Takáč (Regenda) (PP) \| \| \| 0–3 \| 58:26 – Slafkovský (Cehlárik) (ENG) \| \| \| 0–4 \| 58:46 – Regenda (ENG) \| |                |                                     |              | Játékvezetők: Oliver Gouin Jevgenyij Romaszko Vonalbírók: Gleb Lazarev Nyikita Salagin |
| 6 perc | Büntetések     | 4 perc                              |              | Játékvezetők: Oliver Gouin Jevgenyij Romaszko Vonalbírók: Gleb Lazarev Nyikita Salagin |
| 28 | Lövések        | 43                                  |              | Játékvezetők: Oliver Gouin Jevgenyij Romaszko Vonalbírók: Gleb Lazarev Nyikita Salagin |
| | 0–1            | 23:17 – Slafkovský (Čerešňák)       |              | Játékvezetők: Oliver Gouin Jevgenyij Romaszko Vonalbírók: Gleb Lazarev Nyikita Salagin |
| | 0–2            | 32:47 – Takáč (Regenda) (PP)        |              | Játékvezetők: Oliver Gouin Jevgenyij Romaszko Vonalbírók: Gleb Lazarev Nyikita Salagin |
| | 0–3            | 58:26 – Slafkovský (Cehlárik) (ENG) |              | Játékvezetők: Oliver Gouin Jevgenyij Romaszko Vonalbírók: Gleb Lazarev Nyikita Salagin |
| | 0–4            | 58:46 – Regenda (ENG)               |              |                                                                                        |

### Döntő
| 2022. február 20. 12:10 (5:10) | Finnország (FIN) | 2–1 (0–1, 1–0, 1–0) | Az Orosz Olimpiai Bizottság versenyzői (ROC) | Beijing National Indoor Stadium, Peking Nézőszám: 1288 |

| Jegyzőkönyv | Jegyzőkönyv  | Jegyzőkönyv                                   | Jegyzőkönyv  | Jegyzőkönyv                                                                            |
| --- | ------------ | --------------------------------------------- | ------------ | -------------------------------------------------------------------------------------- |
| | Harri Säteri | Kapusok                                       | Ivan Fedotov | Játékvezetők: Tobias Björk Andrew Bruggeman Vonalbírók: William Hancock Dustin McCrank |
| \| \| 0–1 \| 07:17 – Grigorenko (Nyesztyerov, Guszev) (PP) \| \| Pokka (Björninen, Ohtamaa) – 23:28 \| 1–1 \| \| \| Björninen (Anttila, Ohtamaa) – 40:31 \| 2–1 \| \| |              |                                               |              | Játékvezetők: Tobias Björk Andrew Bruggeman Vonalbírók: William Hancock Dustin McCrank |
| 2 perc | Büntetések   | 6 perc                                        |              | Játékvezetők: Tobias Björk Andrew Bruggeman Vonalbírók: William Hancock Dustin McCrank |
| 31 | Lövések      | 17                                            |              | Játékvezetők: Tobias Björk Andrew Bruggeman Vonalbírók: William Hancock Dustin McCrank |
| | 0–1          | 07:17 – Grigorenko (Nyesztyerov, Guszev) (PP) |              | Játékvezetők: Tobias Björk Andrew Bruggeman Vonalbírók: William Hancock Dustin McCrank |
| Pokka (Björninen, Ohtamaa) – 23:28 | 1–1          |                                               |              | Játékvezetők: Tobias Björk Andrew Bruggeman Vonalbírók: William Hancock Dustin McCrank |
| Björninen (Anttila, Ohtamaa) – 40:31 | 2–1          |                                               |              | Játékvezetők: Tobias Björk Andrew Bruggeman Vonalbírók: William Hancock Dustin McCrank |

## Végeredmény
Az első négy helyezett a helyosztó mérkőzések eredményei szerint végeztek. Az 5–12. helyezetteket a csoportkörben elért eredményeik alapján rangsorolták, előbb a csoportbeli helyezés, a pontszám és a gólkülönbség döntött.
| Hely. | Cs | Csapat                                       | M | Gy | HGy | HV | V | G+ | G– | Gk  | P  | Végeredmény              |
| ----- | -- | -------------------------------------------- | - | -- | --- | -- | - | -- | -- | --- | -- | ------------------------ |
| 1.    | C  | Finnország (FIN)                             | 5 | 4  | 1   | 0  | 0 | 20 | 8  | +12 | 14 | Arany                    |
| 2.    | B  | Az Orosz Olimpiai Bizottság versenyzői (ROC) | 5 | 3  | 0   | 1  | 1 | 12 | 9  | +3  | 10 | Ezüst                    |
| 3.    | C  | Szlovákia (SVK)                              | 7 | 3  | 1   | 0  | 3 | 19 | 16 | +3  | 11 | Bronz                    |
| 4.    | C  | Svédország (SWE)                             | 6 | 3  | 0   | 2  | 1 | 13 | 13 | 0   | 11 | 4. helyezett             |
|       |    |                                              |   |    |     |    |   |    |    |     |    |                          |
| 5.    | A  | Egyesült Államok (USA)                       | 4 | 3  | 0   | 1  | 0 | 17 | 7  | +10 | 10 | Kiesett a negyeddöntőben |
| 6.    | A  | Kanada (CAN)                                 | 5 | 3  | 0   | 0  | 2 | 19 | 9  | +10 | 9  | Kiesett a negyeddöntőben |
| 7.    | B  | Dánia (DEN)                                  | 5 | 3  | 0   | 0  | 2 | 11 | 11 | 0   | 9  | Kiesett a negyeddöntőben |
| 8.    | B  | Svájc (SUI)                                  | 5 | 1  | 0   | 1  | 3 | 9  | 15 | −6  | 4  | Kiesett a negyeddöntőben |
|       |    |                                              |   |    |     |    |   |    |    |     |    |                          |
| 9.    | B  | Csehország (CZE)                             | 4 | 0  | 2   | 0  | 2 | 11 | 12 | −1  | 4  |                          |
| 10.   | A  | Németország (GER)                            | 4 | 1  | 0   | 0  | 3 | 6  | 14 | −8  | 3  |                          |
| 11.   | C  | Lettország (LAT)                             | 4 | 0  | 0   | 0  | 4 | 7  | 14 | −7  | 0  |                          |
| 12.   | A  | Kína (CHN) (R)                               | 4 | 0  | 0   | 0  | 4 | 4  | 23 | −19 | 0  |                          |

## Díjak
Az olimpia után a következő díjakat osztották ki:
| Legeredményesebb játékos - Juraj Slafkovský (SVK) 7 pont Legértékesebb játékos - Juraj Slafkovský (SVK) | All-Star csapat - Patrik Rybár (SVK) – kapus - Mikko Lehtonen (FIN) – hátvéd - Jegor Jakovlev (ROC) – hátvéd - Juraj Slafkovský (SVK) – csatár - Sakari Manninen (FIN) – csatár - Lucas Wallmark (SWE) – csatár |